# Yakub (Nation of Islam)
Pour les articles homonymes, voir Jacob (homonymie).

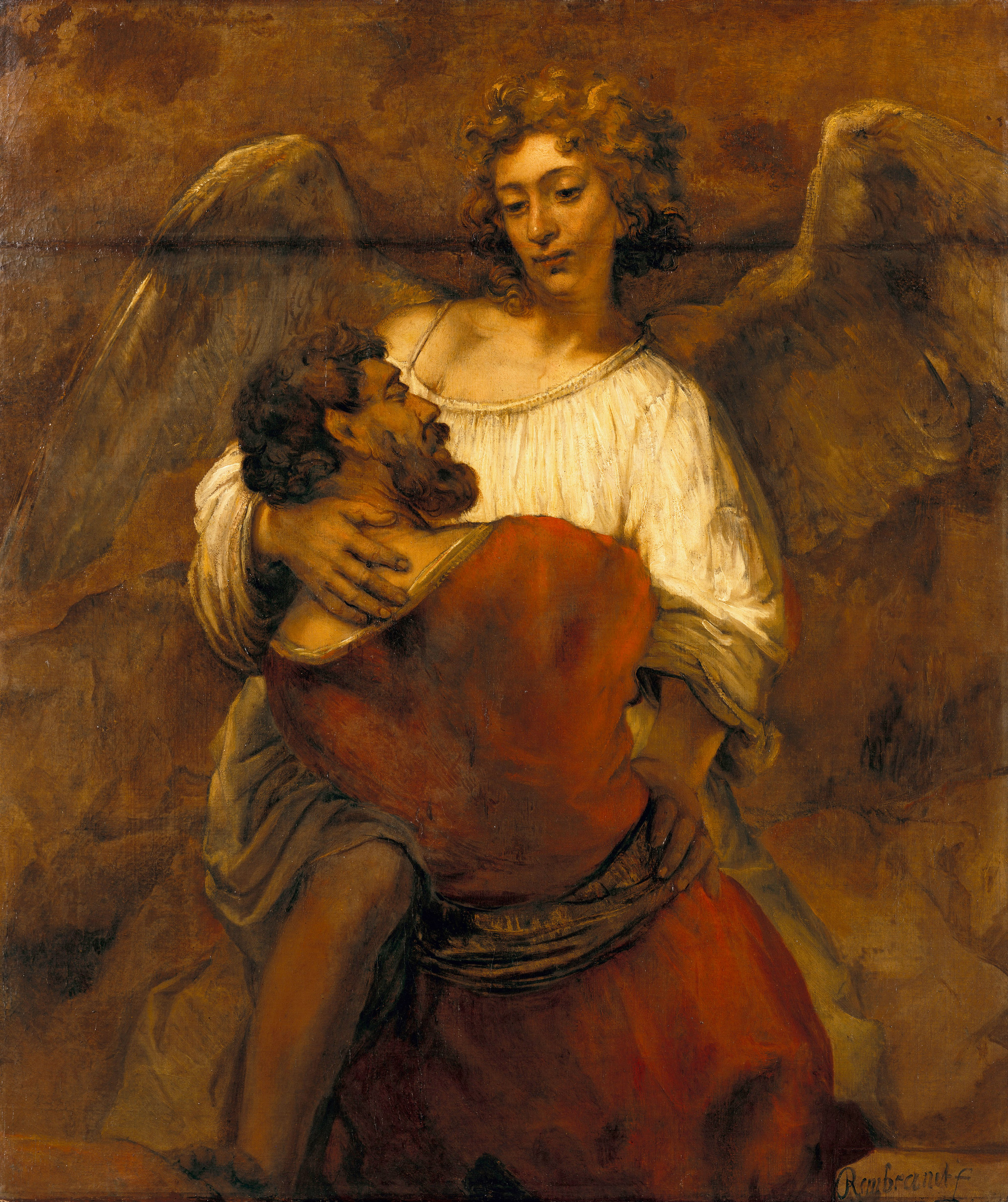
Le Jacob de la Bible luttant avec l'Ange, par Rembrandt.

Yakub  (parfois orthographié Yacub ou Yaqub) est un personnage légendaire apparaissant dans les écrits de la Nation of Islam.
Selon les croyances de la Nation of Islam (NOI), Yakub aurait été un « scientifique » noir qui aurait vécu il y a 6 600 ans et aurait alors commencé à créer la race blanche [sic]. Il aurait réalisé cette création grâce à une forme d'élevage sélectif appelée « greffe », alors qu'il vivait sur l'île de Patmos. La mythologie de la Nation of Islam précise que Yakub serait le Jacob dont parle la Bible.
Ce narratif a provoqué des conflits au sein de la Nation of Islam au cours de son histoire. Sous la direction de son leader actuel Louis Farrakhan, la NOI continue d'affirmer que l'histoire de Yakub est véridique, et soutient que la science moderne « prouve » les enseignements sur ce Yakub, notamment pour ce qui est de la création de la race blanche il y a 6 600 ans.

## Histoire de Yakub

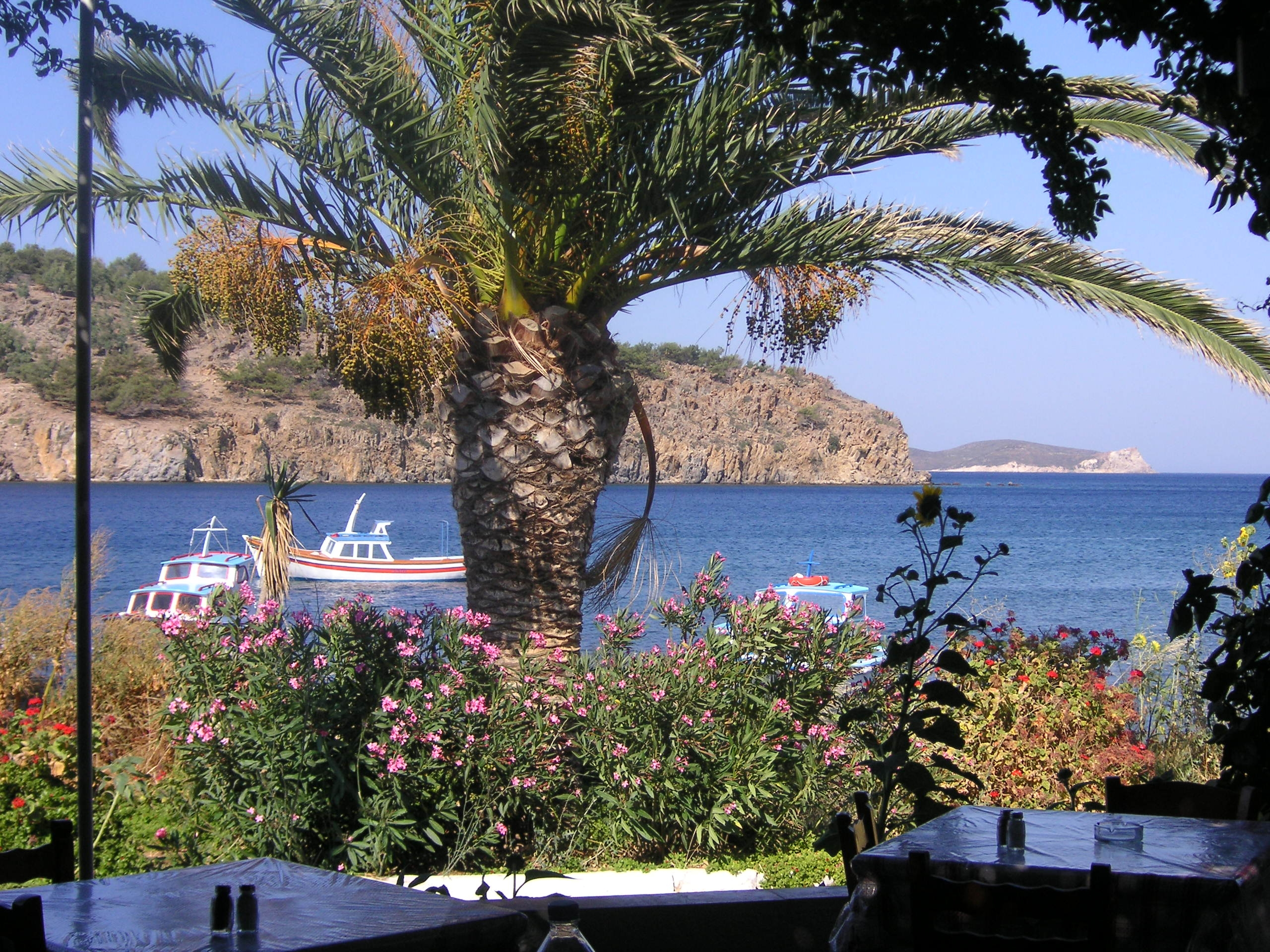
L'île de Patmos (« Pelan »), où Yakub et ses descendants auraient créé la race blanche grâce à un élevage sélectif d'une durée de 600 ans.

L'histoire de Yakub trouve son origine dans les écrits de Wallace Fard Muhammad, le fondateur de la Nation de l'Islam, dans sa brochure doctrinale de questions-réponses Lost Found Moslem Leçon No. 2. Il a été développé par son successeur Elijah Muhammad dans plusieurs écrits, notamment dans un chapitre intitulé « The Making of Devil » dans son livre Message to the Blackman in America.
Yakub serait né à La Mecque à une époque où 30 % des Noirs d'origine auraient été « mécontents ». Yakub aurait été membre de la branche mecquoise de la mythique tribu de Shabazz. Yakub acquit le surnom de « grosse tête », en raison de sa tête inhabituellement grosse et de son arrogance. À l'âge de six ans, il découvrit la loi de l'attraction et de la répulsion en jouant avec des aimants en acier. 
Cette idée l'aurait conduit à un plan visant à créer de nouveaux êtres humains. Il aurait « vu un être humain différent, fait pour attirer les autres, qui pouvait, avec la connaissance des ruses et des mensonges, gouverner l'homme noir originel ». Parvenu à l'âge de 18 ans, il avait épuisé toutes les connaissances à retirer des universités de La Mecque. Il découvrit alors que l'homme noir originel contenait à la fois un « germe noir » et un « germe brun ». Avec 59 999 adeptes, il se rendit sur une « île de la mer Égée appelée Pelan », que Elijah Muhammad identifie à Patmos. Une fois sur place, il y établit un régime despotique et se mit à éliminer les traits noirs, tuant tous les bébés les plus foncés et créant une race brune au bout de 200 ans.
Yakub serait mort à l'âge de 150 ans mais ses partisans auraient poursuivi son œuvre. Après 600 ans d'eugénisme délibéré, la race blanche aurait ainsi été créée. Les conditions brutales de leur création ont déterminé la nature perverse de la nouvelle race : « en mentant à la mère noire du bébé, ce mensonge est né dans la nature même du bébé blanc ; et le meurtre pour le peuple noir était également né en eux – ou fait par nature menteur et meurtrier ».
La nouvelle race se serait rendue à La Mecque où elle aurait causé tant de problèmes qu'elle aurait été exilée en « Asie de l'Ouest (l'Europe) et dépouillée de tout sauf du langage. [...] Une fois là-bas, ils y ont été parqués, de façon à les garder hors du Paradis. [...] Les soldats patrouillaient tout autour, armés d'épées, pour empêcher que ces démons puissent passer ». Pendant de nombreux siècles, ils ont vécu une vie barbare, survivant nus dans les grottes et mangeant de la viande crue, mais ils ont finalement été tirés hors des grottes par Moïse qui « leur apprit à porter des vêtements ». Moïse essaya de les civiliser, mais y renonça finalement et fit exploser 300 des plus perturbateurs d'entre eux à la dynamite.

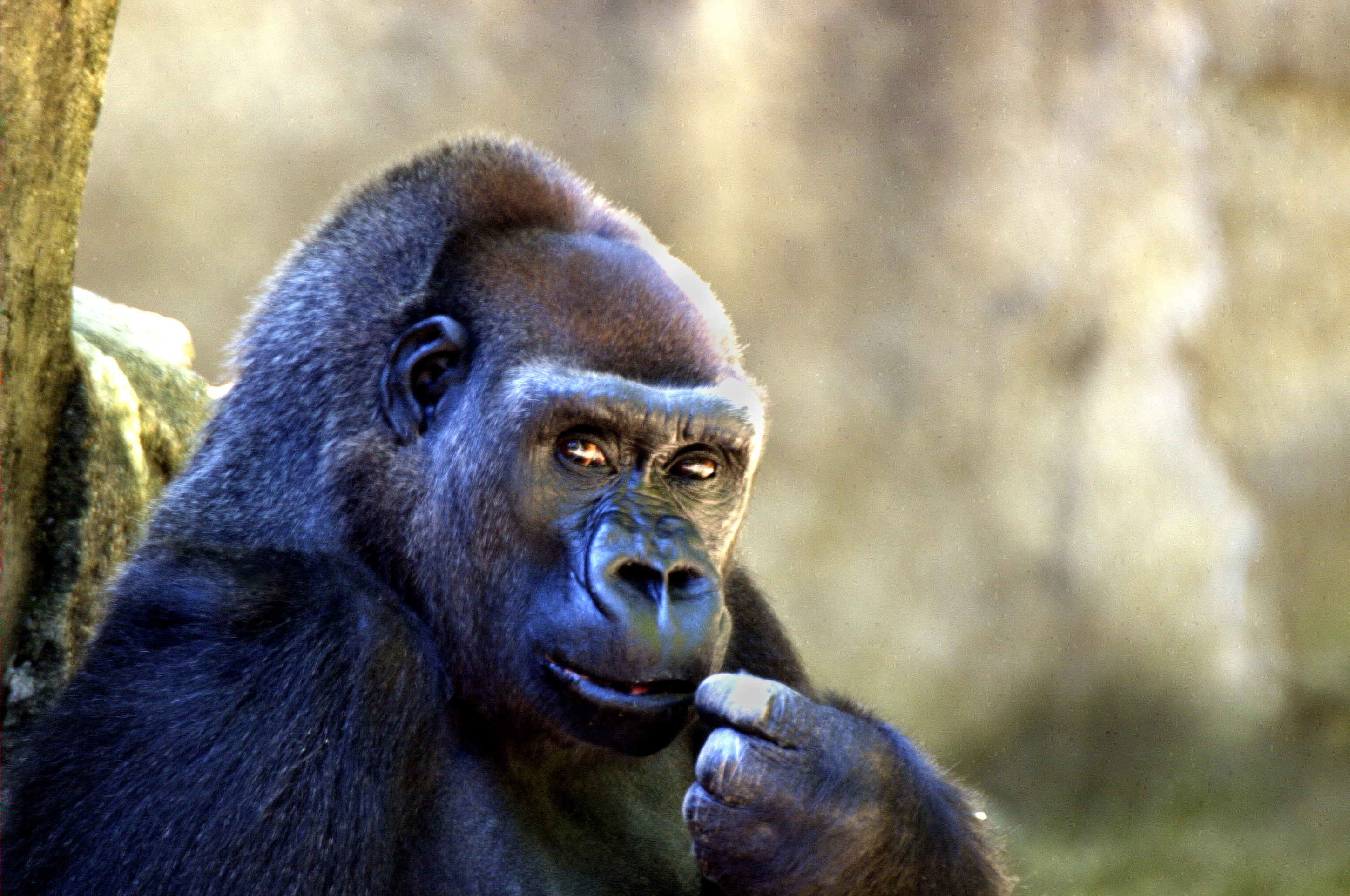
Une évolution de la « race blanche » lors de sa tentative maladroite pour rejoindre la race noire, selon les théories d'Elijah Muhammad présentées ici.

Cependant, ils avaient appris à utiliser la « tricknologie », un plan consistant à utiliser leur ruse, leur manque d'empathie et d'émotion pour usurper le pouvoir et asservir la population noire, amenant ainsi les premiers esclaves en Amérique. Selon L'Autobiographie de Malcolm X, toutes les races autres que la race noire étaient des sous-produits de l’œuvre de Yakub (orthographié Yacub dans la biographie), car les races « rouge, jaune et marron » auraient été créées au cours du processus de « blanchiment » ; cependant, la « race noire » incluait des peuples asiatiques, considérés comme étant des ancêtres communs des Maures.
Les « Blancs » étaient définis comme des Européens. Elijah Muhammad affirmait également que certains membres de la nouvelle race blanche auraient « tenté de se « greffer » à nouveau dans la nation noire, mais sans avoir la moindre piste pour pouvoir y parvenir ». En conséquence, « quelques-uns [seulement] ont eu la chance de pouvoir faire quelques pas dans cette direction et ont pu parvenir au stade de ce que vous appelez le gorille. En fait, toute la famille des singes est issue de ces 2 000 ans d'histoire de la race blanche en Europe ».
Selon la doctrine de la Nation of Islam, la progéniture de Yakub était destinée à régner sur le monde pendant 6 000 ans avant que les peuples noirs d'origine ne reprennent leur suprématie, processus qui s'est amorcé en 1914,,.

## Yakub et Jacob
Le nom Ya`qub (Yakub) est la variante arabe du nom du patriarche de la Bible connu en français sous le nom de Jacob et sous celui de Ya`qob dans la Bible en hébreu. Le Yakub de Fard Muhammad a quelques similitudes avec le rôle de Jacob en tant que père des tribus d'Israël. L'idée que les juifs seraient une « race artificielle » créée par croisements et tributaire « de ruses et de mensonges » a toujours existé dans les théories antisémites de l'époque. L'histoire de Yakub inclut les juifs en tant que partie d'une race « blanche » plus vaste, créée artificiellement.
Dans les écrits de Malcolm X, Yakub est complètement identifié à Jacob. En se référant à l'histoire du combat de Jacob et de l'Ange, Malcolm X déclare que Elijah Muhammad lui avait dit que « Jacob était Yakub, et que l'ange que combattait Jacob n'était pas Dieu, c'était le gouvernement en place ». C'était en fait que Yakub cherchait de l'argent pour financer son expédition à Patmos, « de sorte que lorsqu'on dit que Jacob a combattu avec un ange, le terme « ange » n'est utilisé que comme un symbole destiné à cacher celui contre lequel il luttait en réalité » . Cependant, Malcolm X déclare aussi que Jean de Patmos était également Yakub, et que le Livre des Révélations se réfère à ses actions : « Jean était Yakub. Jean était là pour se préparer à créer une nouvelle race, dit-il, pour la parole de Dieu ».

## Sources possibles du mythe
Ernest Allen défend l'idée que « le mythe de Yakub a pu être inventé de toutes pièces par Wallace Fard Muhammad. Allen dit qu'on peut concevoir que l'histoire de Yakub ait été influencée par un événement historique réel durant le combat opposant musulmans et chrétiens pour le contrôle de l'Espagne. Le chef musulman Abu Yusuf Yaqub al-Mansur vainquit les Francs à la bataille d'Alarcos, en 1195. Après la bataille, 40 000 prisonniers de guerre européens furent emmenés au Maroc pour travailler aux projets de construction de Yaqub. Ils furent alors libérés et « autorisés à s'installer dans une vallée située quelque part entre Fès et Marrakech. Sur son lit de mort, Yaqub se lamenta d'avoir pris la décision de permettre à ces Shibanis (comme on finit par les appeler) de créer une enclave sur le sol marocain, posant ainsi une menace potentielle à la stabilité de l'Empire maure ».

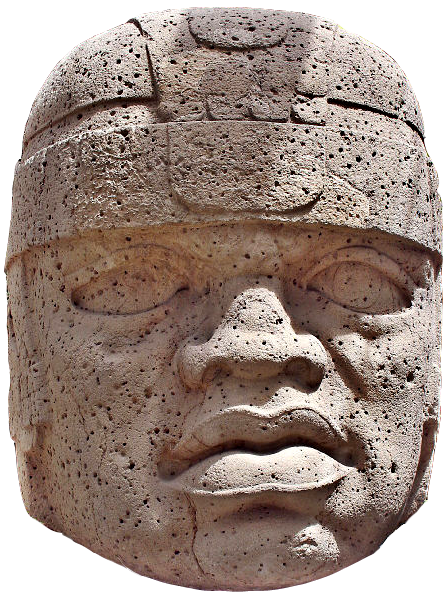
Colossale tête de pierre olmèque, dont les traits « négroïdes » attesteraient, selon les adeptes du Moorish Science Temple et de la Nation of Islam, de l'arrivée de Yakub au Yucatán.

Yusuf Nuruddin, lui, dit qu'une source plus directe est la doctrine des « Yacobites » proposée par le Moorish Science Temple, le « Temple américain des sciences maures » de Timothy Drew, auquel Wallace Fard Muhammad avait probablement appartenu avant qu'il ne fonde la Nation of Islam. Selon Drew, les premières civilisations précolombiennes avaient été fondées par un Maure d'Afrique de l'Ouest « nommé Yakub qui avait accosté sur la péninsule du Yucatán ». Cette théorie provenait de l'idée alors répandue que les têtes gigantesques conçues par les Olmèques dans la région du Yucatán présentaient des traits « négroïdes » (voir à ce sujet les hypothèses alternatives sur l'origine des Olmèques (en), ce qui avait conduit Leo Wiener à défendre l'idée qu'ils venaient d'Afrique de l'Ouest.

« Ils (les adeptes de Timothy Drew) dirent que les colossales têtes de pierre attestaient du fait que les Yakubites avaient évolué pour devenir une race de génies scientifiques avec de grosses têtes (telles que représentées par les sculptures) et de petits corps. Cette légende de Yakub — un savant à grosse tête — trouve son chemin dans la mythologie de la Nation of Islam, indiquant que les fondateurs de la NOI, W. D. Farrad et Elijah Muhammad, furent influencés par le Moorish Science Temple, dont il est même possible qu'ils aient été membres. »

Harold Bloom, dans son livre The American Religion (en), soutient l'idée que Yakub combine des éléments du Dieu de la Bible et du concept gnostique du Démiurge, en disant que « Yakub possède une propension agaçante à marquer les esprits en tant que Démiurge gnostique ».

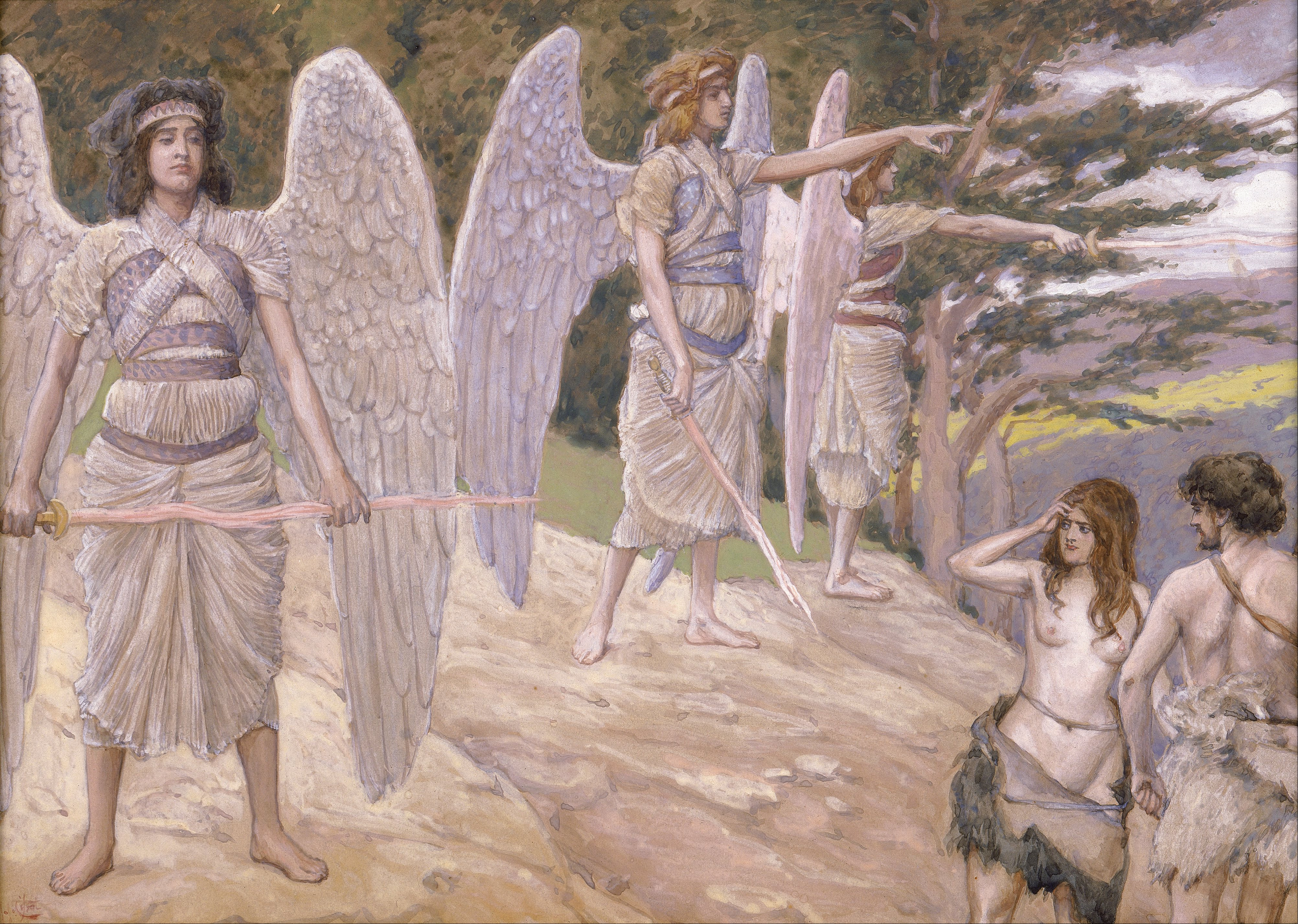
Les anges protégeant de leur épée le jardin d'Éden.

Nathaniel Deutsch note également que Wallace Fard Muhammad et Elijah Muhammad ont tiré parti de ce concept du Démiurge, ainsi que des traditions d'ésotérisme dans les interprétations de la Bible, en intégrant au nouveau narratif certains aspects de récits bibliques, tels que ces épées des guerriers musulmans qui empêchent les « démons blancs » de pouvoir entrer au Paradis, sur le modèle de l'épée de feu brandie par l'ange qui, dans le livre de la Genèse, protège le jardin d'Éden.
Edward Curtis parle de l'histoire de Yakub comme d'« une théodicée noire : une histoire fondée sur une vision mythologique de l'Histoire qui explique la chute de la civilisation noire, le Passage du milieu (« Middle Passage ») de l'Afrique vers les Amériques, ainsi que la pratique de la religion chrétienne parmi les esclaves et leurs descendants ».

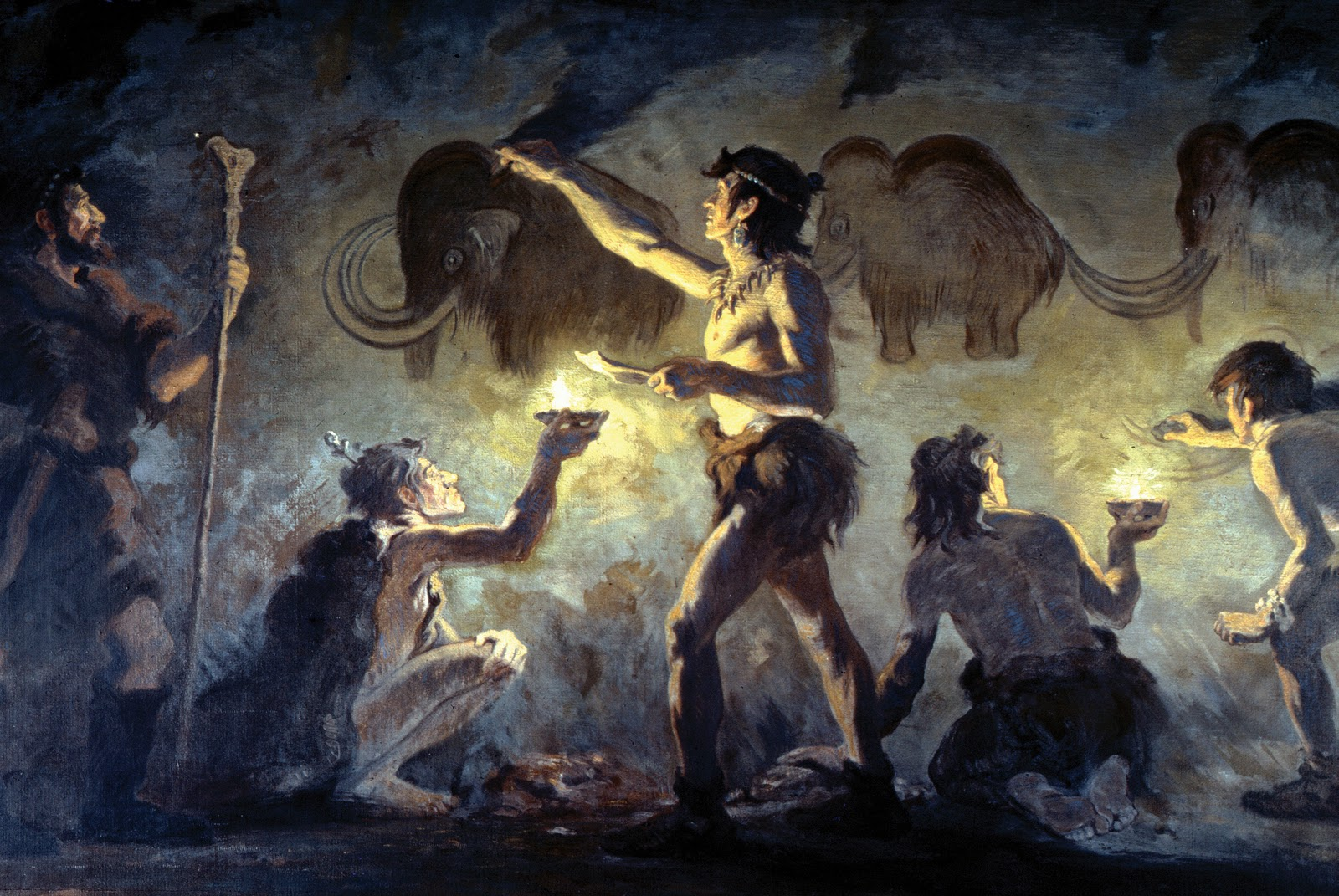
Européens barbares vivant dans des grottes.

Plusieurs commentateurs remarquent que l'histoire de Yakub, en associant les Noirs aux anciennes grandes civilisations, et les Blancs aux barbares habitant des grottes ainsi qu'aux gorilles, se sert tout en l'inversant du racisme populaire et scientifique de l'époque, qui identifiait les Africains comme primitifs, ou plus proches des singes que des Blancs. Ce renversement s'appuie également sur de précédentes critiques du suprémacisme blanc glorifiant la « race nordique » et créait une version mythique des « attaques sur la lignée anglo-saxonne et son comportement qu'avaient exprimées des penseurs noirs du courant de pensée le plus central au cours du XIXe siècle [...] Avec ces références, les musulmans de la Nation of Islam ont reproduit les images de la sauvagerie européenne au Moyen Âge qui étaient si courante dans la pensée raciale noire au XIXe siècle ».